# 天羽銀
天羽 銀（あもう ぎん）は、日本の漫画家。島根県出身。代表作は『ファイナルファンタジーXII』。趣味は言葉責め、絵にヒゲを描くこと。

## 来歴
第7回スクウェア・エニックスマンガ大賞「鬼斬り十夜」にて準大賞受賞。2006年、『月刊少年ガンガン』（スクウェアエニックス）3月号に掲載、デビュー。『ガンガンパワード』（同）にて『ファイナルファンタジーXII』を連載するが、同誌の休刊により『ガンガンONLINE』（同）へ移籍。
2016年、『月刊少年エース』（KADOKAWA）2017年1月号より人間と吸血鬼が登場する『銀のヴェンデッタ』の連載を開始。2018年1月より『コミックガルド』（オーバーラップ）にて、迷井豆腐の原作による小説家になろう作品のコミカライズ『黒の召喚士]』の連載を開始。

## 作品リスト

### 連載
- ファイナルファンタジーXII（『ガンガンパワード』No.1 - 2009年4月号[3]→『ガンガンONLINE』2009年4月[4]23日 - 6月25日）
- アルヴ・レズル -機械仕掛けの妖精たち-（原作：山口優、『ニコニコ漫画』2012年12月26日[1] - 2013年3月1日[1]）
- 魔法科高校の劣等生 横浜騒乱編（原作：佐島勤、キャラクターデザイン：石田可奈、『月刊Gファンタジー』2013年11月号 - 2015年11月号）
- スペース☆ダンディ 天狼星画（『水曜日のシリウス』[7]2014年8月6日・13日）
- 銀のヴェンデッタ（『月刊少年エース』2017年1月号[5] - 10月号）
- 黒の召喚士（原作：迷井豆腐、キャラクター原案：黒銀〈DIGS〉、『コミックガルド』[6]2018年1月10日 - 連載中）

### 読み切り
- 鬼斬り十夜（『月刊少年ガンガン』2006年3月号）
- キリンジ（『ガンガンONLINE』2010年）

### 書籍
- 『ファイナルファンタジーXII』、スクウェア・エニックス〈ガンガンコミックス〉2006年 - 2009年、全5巻
- 『アルヴ・レズル -機械仕掛けの妖精たち-』、原作：山口優、講談社〈シリウスKC〉2013年、全1巻
- 『魔法科高校の劣等生 横浜騒乱編』、原作：佐島勤、キャラクターデザイン：石田可奈、スクウェア・エニックス〈GFC SUPER〉2014年 - 2015年、全5巻
- 『銀のヴェンデッタ』、KADOKAWA〈角川コミックス・エース〉2017年、全2巻
  1. 2017年4月25日発売[8]、ISBN 978-4-04-105548-9
  2. 2017年9月26日発売[9]、ISBN 978-4-04-106089-6
- 『黒の召喚士』、原作：迷井豆腐、キャラクター原案：黒銀（DIGS）、オーバーラップ〈ガルドコミックス〉2018年 - 、既刊22巻（2025年6月25日現在）